# ご近所探偵・五月野さつき
『ご近所探偵・五月野さつき』（ごきんじょたんてい さつきのさつき）は、2007年から2009年までTBS系「月曜ゴールデン」で放送されたテレビドラマシリーズ。全4回。主演は片平なぎさ。
原作はジル・チャーチルの『主婦探偵ジェーン』シリーズ。

## キャスト

### 凸凹コンビ
五月野さつき
演 - 片平なぎさ
主婦。交通事故で夫を亡くし、2人の息子と1人の娘と一緒に暮らす。特技は人間観察。サスペンスドラマ好きで、しゃしゃり出る性格。携帯電話の着信メロディは「火曜サスペンス劇場」のオープニングテーマ曲。
今泉枝里子
演 - 中澤裕子
さつきの隣人の主婦で、売れない女優。旧姓は「蜂須賀」。上野大学演劇部出身で、芝居がくさい等の理由から当時のあだ名は「スカンク」だった。

### さつきの親族
五月野牧人
演 - 森廉
さつきの長男。第4作で大学受験に合格する。
五月野桂子
演 - 寉岡萌希
さつきの長女。
五月野時生
演 - 小杉彩人
さつきの次男。
五月野洋輔
演 - 正城慎太郎（第1作・第2作）
さつきの夫。さつきとは夫婦円満だが後藤美樹と不倫をしている。さつきに離婚届けを渡したあと、車の運転中に前方不注意で死亡。
橋爪哲雄
演 - 夏八木勲
さつきの伯父。元刑事。

### その他
二階堂蘭子
演 - 朝加真由美（第1作・第3作）
五月野家の近所の主婦。
片岡
演 - 山崎豆僧（第1作 - 第3作）
刑事。
雨宮藤一郎
演 - 細川茂樹
警部。哲雄の後輩に当たる。

### ゲスト
第1作「ゴミと罰」（2007年）
- 後藤美樹（五月野家の近所の主婦・洋輔の不倫相手） - 中村久美
- 志垣ツタエ（五月野家の近所の主婦・看護師） - 西牟田恵
- 三原葉音子（五月野家の近所の主婦） - 堀内敬子
- 石川（さつきの見合い相手） - 小林隆
- 石川の見合いの仲介人 - 志賀廣太郎
- 村山喜代子（ハウスクリーニング「にこにこクリーナー」契約清掃員） - 熊谷祐子
- 斉藤早苗（ハウスクリーニング「にこにこクリーナー」契約清掃員） - 津田真澄
- 刑事 - 佐藤裕、小島邦裕
- 三原静雄（葉音子の夫・会社員） - 西山周吾
- 升毅（俳優） - 升毅（本人役）
- 花屋「フラワーガーデン」店員 - 佐々木征史
- ホスト - 並木幹雄
- 二階堂隆太（蘭子の息子） - 松田昂大
- インタビュアー - 竹山メリー

第2作「殺意の同窓会」（2007年）
- 堂仏園子（枝里子の大学時代の演劇部仲間・女優） - 青田典子
- 近藤しおり（枝里子の大学時代の演劇部仲間・作家） - 今村恵子
- 津久田麗華（社長夫人） - クノ真季子
- 野中美代子（銀行員） - 桜田聖子
- 稲荷ツネ子（枝里子の大学時代の演劇部仲間） - メイサツキ
- 猿谷（旅館主人） - 朱源美
- 明彦（さつきの見合い相手） - 近江谷太朗
- 刑事 - 中森祥文
- 鑑識 - 高橋悠也
- 司会者 - 上村愛香
- 浅沼慎司（枝里子の大学時代の演劇部仲間・12年前死亡） - 矢野喬之
- 一谷伸江、北村隆幸、佐々木瑶子、高濱正朋、坂東工、用貝一仁、佐々木征史、小倉馨、内山翔人、蛭子直和、亀田雅之、古川桂次郎

第3作「殺意のキャンプ場」（2008年）
- 真壁武彦（町内会副会長） - 田中実
- 磯島文彦（武彦の双子の弟） - 田中実（二役）
- 真壁直子（武彦の妻） - 田中律子
- 真壁渡（武彦の弟） - 菊池健一郎
- 銀林大三（商店街会長） - 山路和弘
- 遠田千賀子（PTA会長） - 銀粉蝶
- 植田慎太郎（さつきの見合い相手） - 佐藤二朗
- 野々山（山梨県警富士南警察署 刑事） - 阿南健治
- 植田操（植田の母） - 大島蓉子
- 獅子倉清（民俗学研究者） - 畠中洋
- 江本啓介（キャンプ場オーナー） - 浅見小四郎
- 岩淵（刑事） - カゴシマジロー
- スーパー店長 - 山上賢治
- 銀林昌代（銀林の妻） - 井上夏葉
- 女子高生 - 湧澤未来、福永理未、塚本舞
- 清水あお、石井淳

第4作「旅立ちの代償」（2009年）
- 松橋朝子（松橋の妻） - 岩崎ひろみ
- 松橋孝夫（デリ&カフェ店のオーナー） - 神尾佑
- 猫田（警部） - 正名僕蔵
- 緑川謙吾（弁護士・元市会議員） - 安藤一夫
- 谷村明 - 佐藤一平
- 江間道代 - 木内あきら
- 緑川春美（緑川の妻） - 日下由美
- 片山（刑事） - 山崎画大
- 犬山（刑事） - 中谷竜
- 沢田大二郎（朝子の父） - 北村総一郎

## スタッフ
- 企画（編成担当） - 三島圭太
- 脚本 - 藤本有紀（第1作）、武田有起（第2作）、扇沢延男（第3作・第4作）
- 演出 - 国本雅広
- 撮影 - 二之宮行弘（第2作）
- 照明 - 竹田宏幸（第2作）
- 音声 - 奥雅人（第2作）
- VE - 田中拓己（第2作）
- 編集 - 清水正彦（第2作）
- CG - 岡野正広（第2作）
- 選曲 - 田母神正顕（第2作）
- 効果 - 熊添友章（第2作）
- VTR編集 - 河野文香（第2作）
- MA - 平林真樹（第2作）
- 美術プロデューサー - 杉川廣明（第1作・第2作）
- 大道具 - 比留間正幸（第2作）
- 美術進行 - 泉佳子（第2作）
- デザイン - 山本修身（第1作）
- 装飾 - 山岸正一（第2作）
- 衣裳 - 中野晴海（第2作）
- スタイリスト - 江島モモ（第2作）
- 持道具 - 佐々木理恵（第2作）
- 協力 - グランメール、アートフォー、フジアール
- プロデューサー - 千葉行利、宮川晶
- 制作 - TBS、ケイファクトリー

## 放送日程
| 話数 | 放送日         | サブタイトル     | 原作                               | 脚本     | 演出     | 視聴率 |
| ---- | -------------- | ---------------- | ---------------------------------- | -------- | -------- | ------ |
| 1    | 2007年04月23日 | ゴミと罰         | 「ゴミと罰」（創元推理文庫）       | 藤本有紀 | 国本雅広 | 14.9%  |
| 2    | 11月19日       | 殺意の同窓会     | 「クラスの動物園」（創元推理文庫） | 武田有起 | 国本雅広 | 14.1%  |
| 3    | 2008年12月01日 | 殺意のキャンプ場 | 「飛ぶのがフライ」（創元推理文庫） | 扇沢延男 | 国本雅広 | 11.8%  |
| 4    | 2009年08月03日 | 旅立ちの代償     | 「豚たちの沈黙」（創元推理文庫）   | 扇沢延男 | 国本雅広 | 09.7%  |

- 視聴率はビデオリサーチ調べ、関東地区・世帯